# Dréan (distrito)
Dréan é um distrito localizado na província de El Tarf, Argélia, e cuja capital é a cidade de mesmo nome, Dréan. A população total do distrito era de 70 915 habitantes, em 2008.[carece de fontes?]

## Comunas
O distrito é composto por três comunas:
- Dréan
- Chihani
- Chebaita Mokhtar